# El club de los humildes
«El club de los humildes» es el título de una canción de la banda española de pop Mecano, compuesta y producida por Nacho Cano en 1998, y fue el primer sencillo extraído del álbum Ana, José, Nacho para la promoción en la radio.

## Formatos y versiones
Al igual que otras canciones de Mecano, esta canción fue publicada en varios formatos como disco sencillo y maxisencillo de vinilo, junto con sencillo en CD y CD-maxi e incluyendo varias versiones diferentes de la misma canción, así como también fue publicada tanto en idioma español como en francés. En el maxisencillo se incluyeron las siguientes versiones:
"El club de los humildes" (versión álbum); "El club de los humildes" (versión dos, álbum), "El club de los humildes" (versión dos, instrumental) y "El club de los humildes" (versión dos, coros).
En el sencillo en CD de "Le club des modestes", se incluye obviamente la versión en francés y como track #2: "El club de los humildes" en español, publicada únicamente para Francia. La versión en francés de "El club de los humildes" también aparece publicada como track #3 en el CD-maxi del sencillo "Otro muerto".

## Acerca de la canción
Es una canción producida en ritmo de medio-tiempo con todo un agregado de efectos especiales y sonidos "huecos" que le dan un toque futurista. Es un tema de estructura sencilla con la típica alternancia entre las estrofas de versos con las estrofas de estribillos y, en algunos tramos, la utilización de pocas voces de apoyo, mucho menos de lo que Nacho por lo general acostumbra a meter en sus composiciones musicales.
Básicamente, en líneas generales, la letra de esta canción habla sobre cómo se siente Nacho Cano al volver al grupo después de la repentina separación no-oficial que tuvieron tras el Tour de Aidalai... Esta canción es la única que fue compuesta especialmente para el álbum Ana, José, Nacho', ya que los otros "temas nuevos" son en realidad canciones que se escribieron para ser incluidas en el álbum "Aidalai"; siendo al final descartados para el mismo.
En "El club de los humildes" y en otros temas de este mismo álbum, especialmente los escritos por Nacho, se nota un cambio en el sonido y la atmósfera de las mismas canciones... con una sonoridad mucho más electrónica.
"El club de los humildes" ganó el premio a Mejor Trayectoria Premios Amigo de 1998 (España).

## Lista de canciones
Los diferentes formatos en los que salió publicado este sencillo:
Sencillo en CD: "El club de los humildes" (single comercial) 09/mar/1998.

Track #1: "El club de los humildes" (versión álbum) / 3:38.

Track #2: "Hijo de la Luna" / 4:21.
Maxi-sencillo de vinilo y maxisencillo: "El club de los humildes" (nuevas versiones) 09/mar/1998.

Track #1: "El club de los humildes" (versión dos) / 4:02.

Track #2: "El club de los humildes" (versión dos instrumental) / 4:02.

Track #3: "El club de los humildes" (versión dos coros) / 4:02.

Track #4: "El club de los humildes" (versión álbum) / 3:38.

Sencillo en CD: "El club de los humildes" (edición especial para "El Corte Inglés") 09/mar/1998.

Track #1: "Saludo de Los Mecano".

Track #2: "El club de los humildes" (versión dos) / 4:02.

Track #3: "El club de los humildes" (versión álbum) / 3:38.

## Posicionamiento en listas
| Lista (1998)                                 | Mejor posición |
| -------------------------------------------- | -------------- |
| España (PROMUSICAE)                          | 1              |
| Honduras (Notimex)                           | 2              |
| Estados Unidos (Billboard Latin Pop Airplay) | 19             |